# Le Bar-sur-Loup
Le Bar-sur-Loup är en kommun i departementet Alpes-Maritimes i regionen Provence-Alpes-Côte d'Azur i sydöstra Frankrike. Kommunen ligger  i kantonen Le Bar-sur-Loup som ligger i arrondissementet Grasse. År 2022 hade Le Bar-sur-Loup 2 960 invånare.

## Befolkningsutveckling
Antalet invånare i kommunen Le Bar-sur-Loup
Referens: INSEE

## Galleri

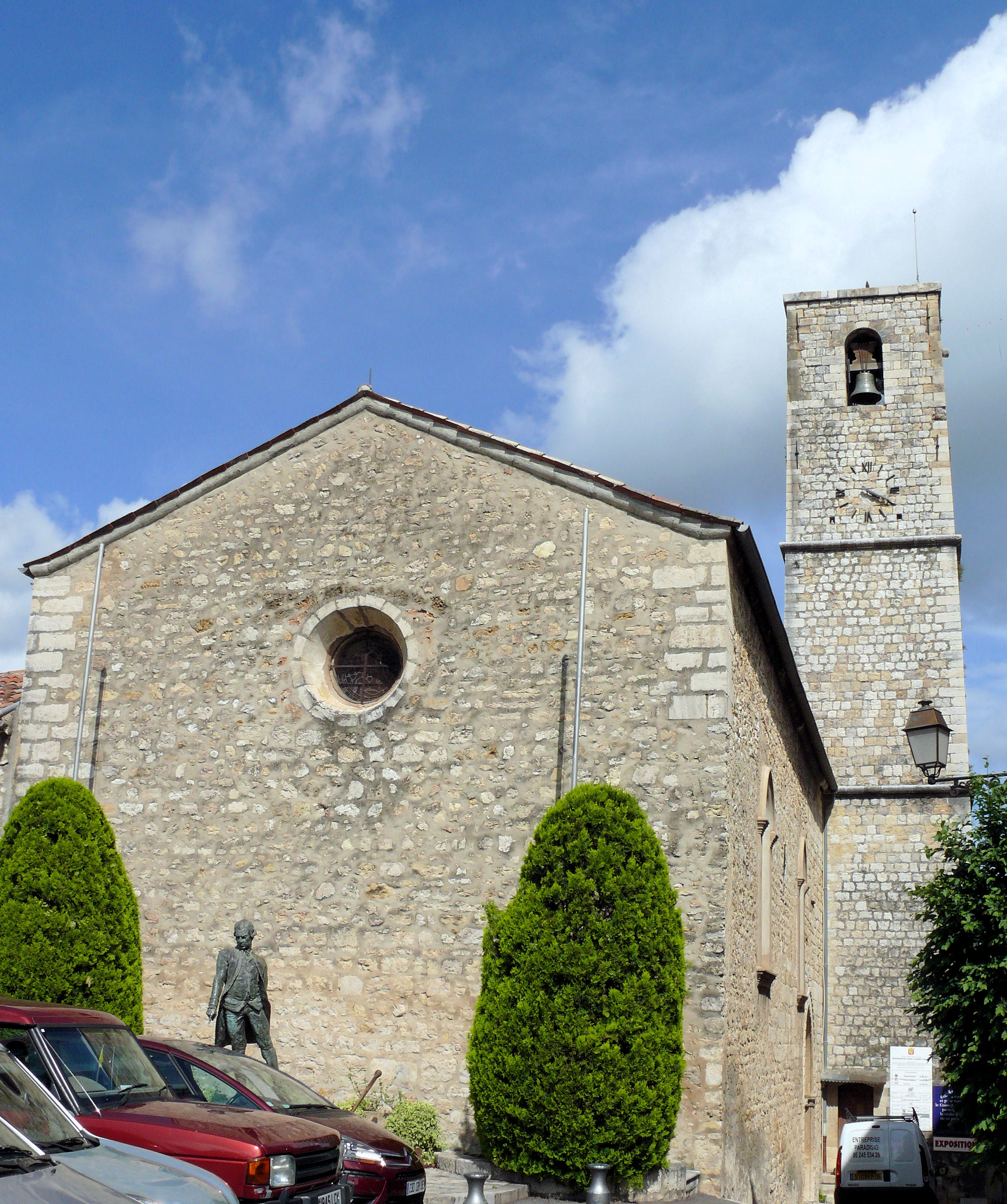
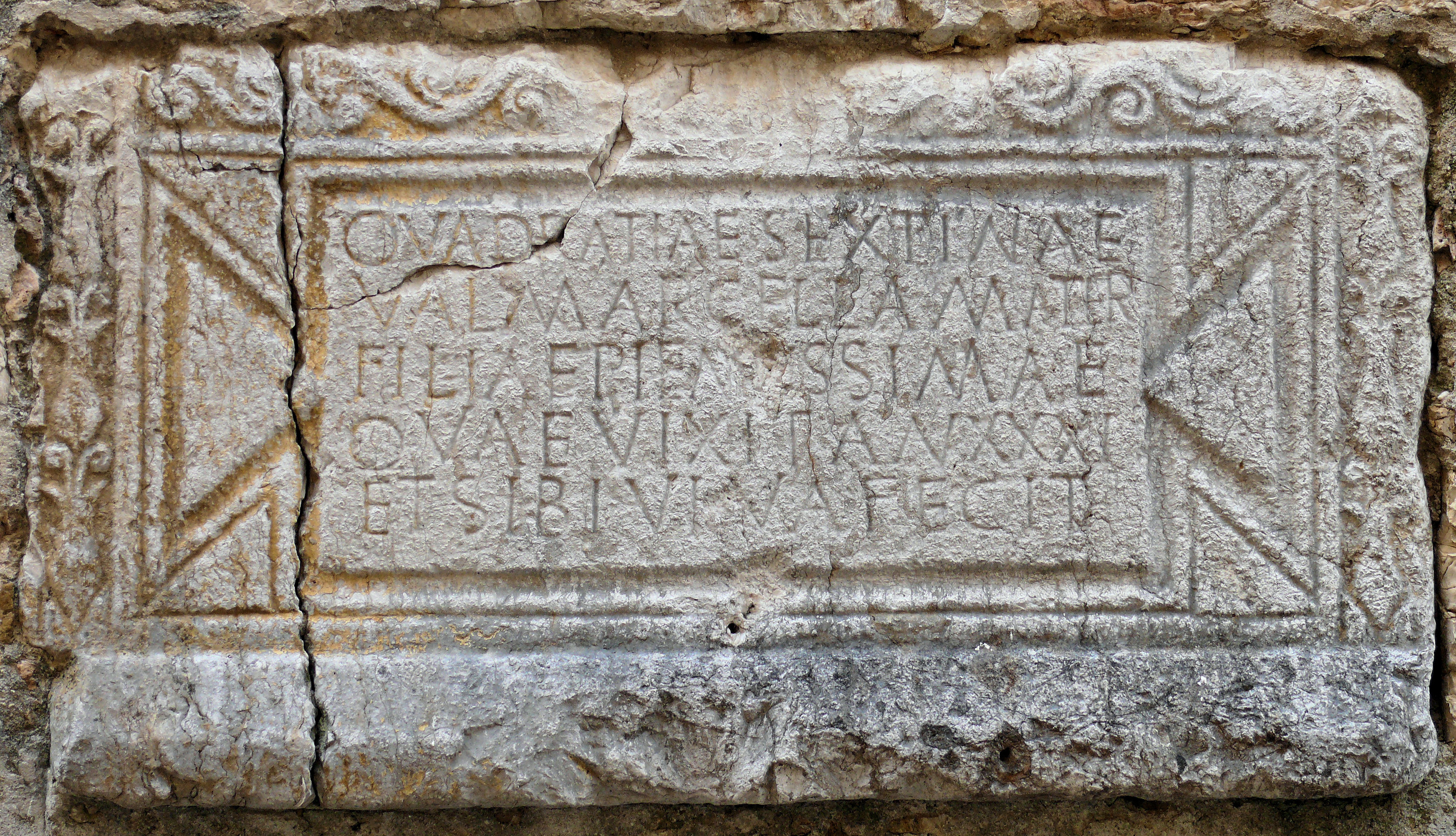
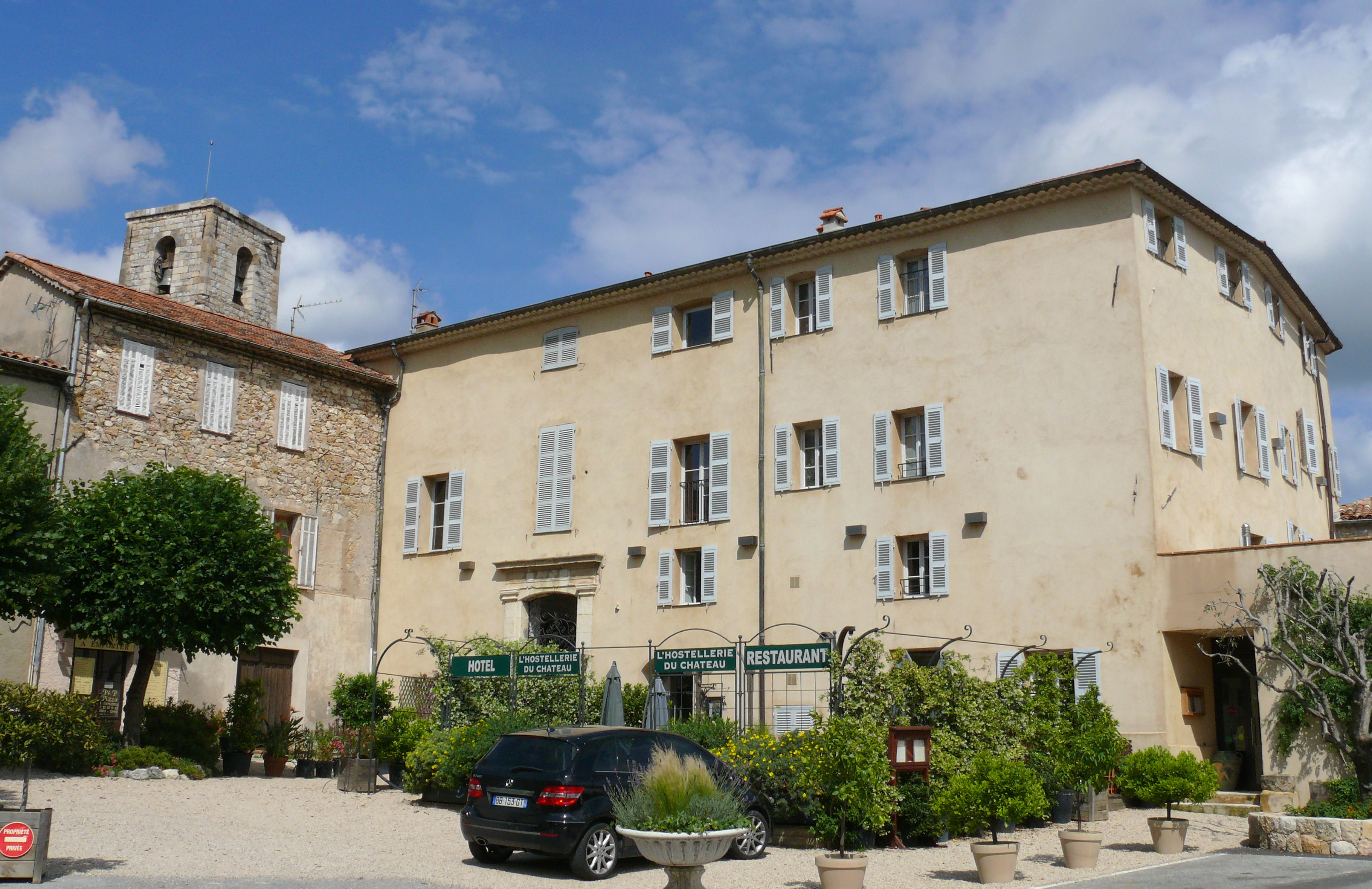
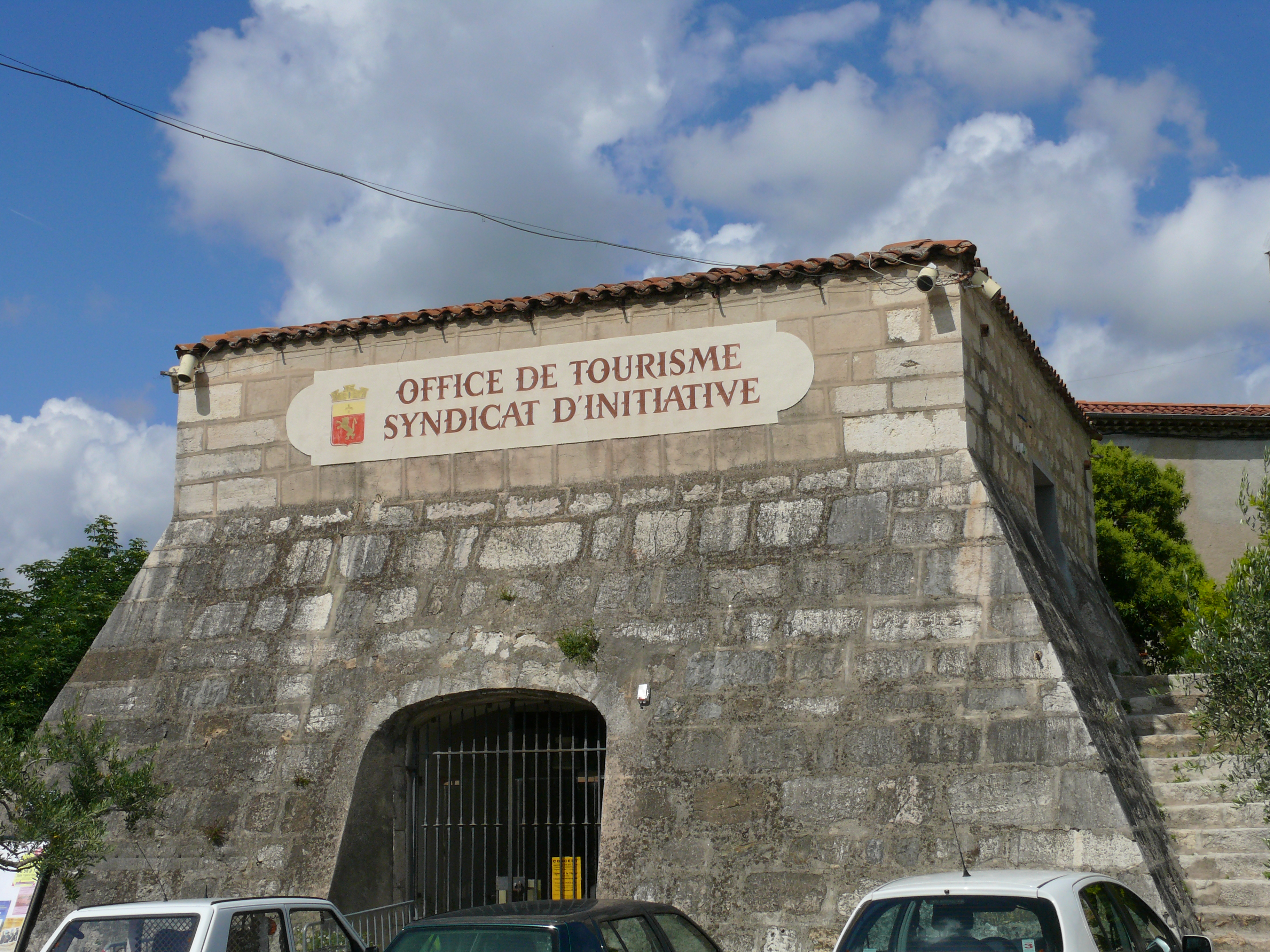
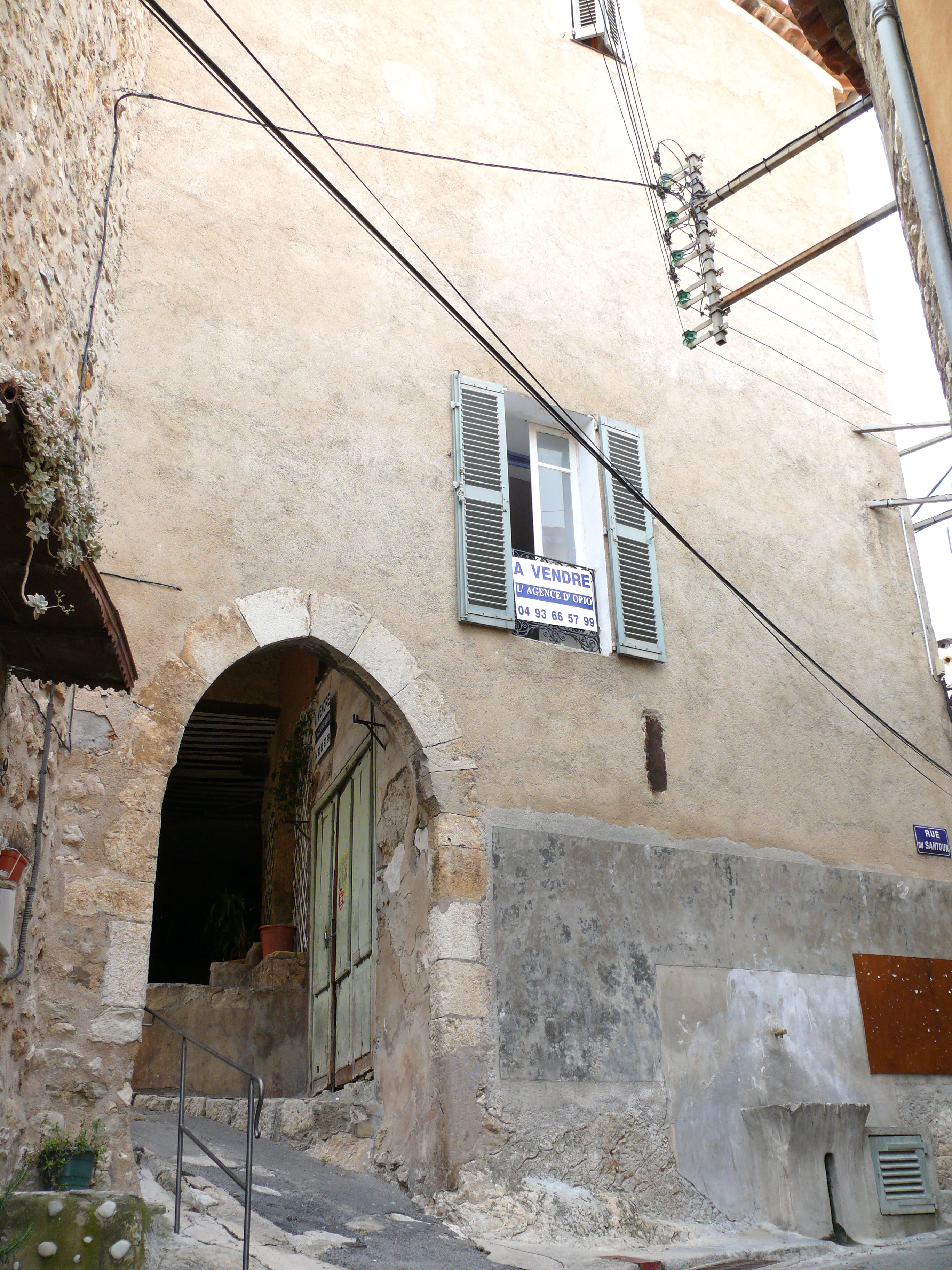
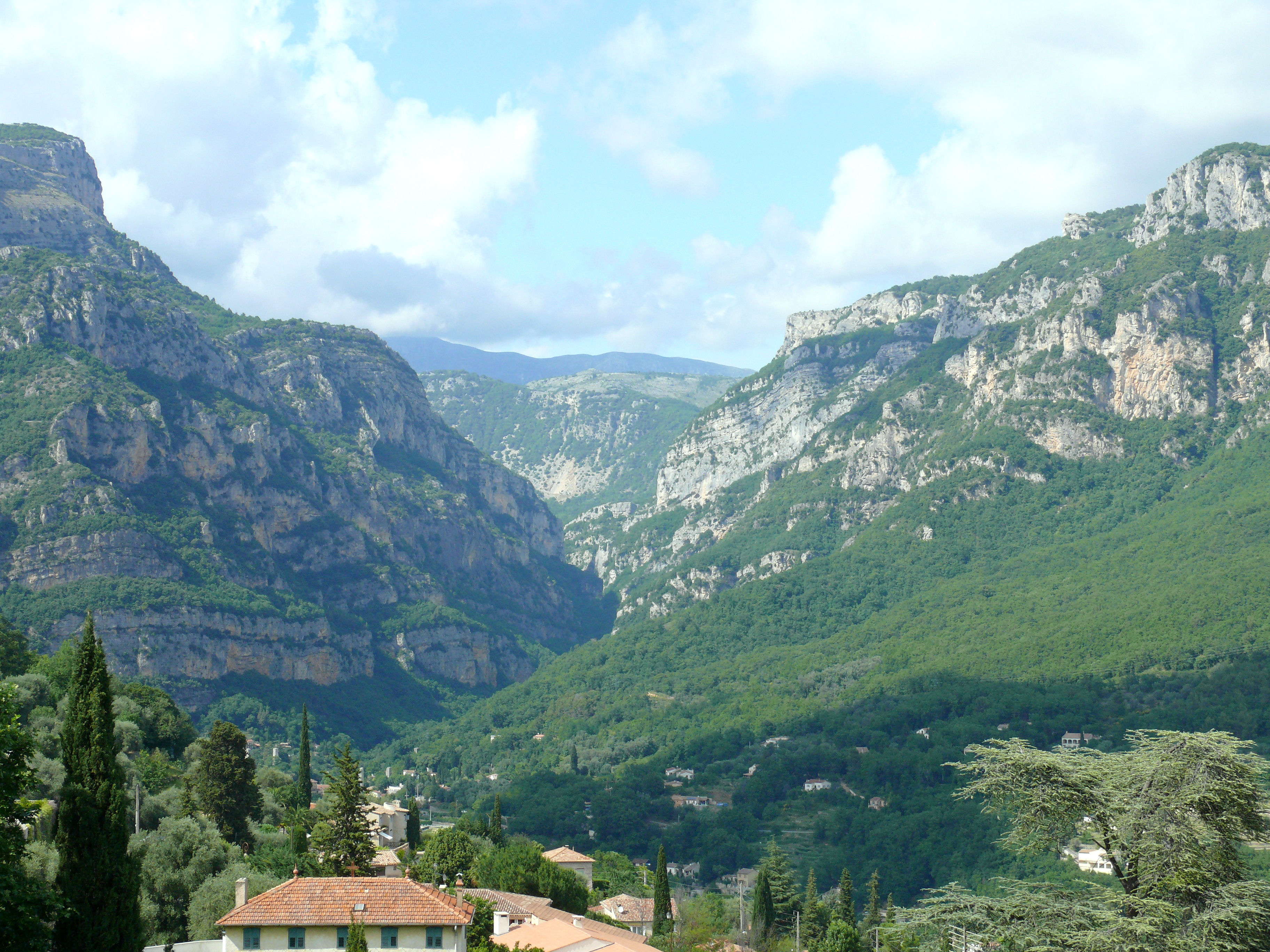